# Ка'ак
Ка'ак ( Arabic , също каак ) или кахка е название в класическия арабски език за бисквита, сладкиш, кифла, хляб (в Близкия изток - традиционно с вид на сух геврек) или торта и може да се отнася до няколко различни вида печени изделия произвеждани и ползвани основно от араби и евреи в Северна Африка (особено в района на Магреб) и в Близкия изток, но популярни и в други страни като Малта (където е част от великденската и свързана с Великия пост трапеза, както е и сред арабите-християни) и Индонезия (по-ежедневна храна, наричана „куе каак“).
Употребяват се по време на различни религиозни и лични празници и за почерпки и помени, но има и разновидности, употребявани постоянно и масово. В соления си тип ястието е подобно най-вече на симид, често поръсен със сусам, който се яде с различни добавки (например - фалафел), а като сладкиш се предлага под формата на поничка или малка питка с пълнеж от някаква растителна храна, като ядки, фурми, шам-фъстък, пчелен мед, локум и поръсвана често с пудра захар.

## История
Този тип тестени изделия вероятно са били познати още на древните египтяни, а в римско време подобни хлебчета, наричани букелатум (buccellatum = войнишка бисквита на латински са използвани, като ежедневна хранителна дажба на елитните наемници, наричани поради това букеларии. 
Съхранени са средновековни рецепти за ка'ак. В началото на 11-ти век ученият и равин Хай Гаон го описва, като втвърдена бисквита, която обикновено се консумира като десерт и се прави суха, със или без подправки. В по-ново време, на иврит, тази храна е известна като канубка'от (иврит: קנובקאות), и често се пече до хрупкав цвят във фурна, след което понякога пак се смила на брашно, за да се приготви на каша за бебета.